# Der Schlagerkönig
Der Schlagerkönig ist eine US-amerikanische Filmbiografie aus dem Jahr 1949 von John M. Stahl über den Komponisten Fred Fisher (1875–1942), der von S. Z. Sakall dargestellt wurde. In weiteren Hauptrollen spielten Mark Stevens und June Haver. Der Film wurde von 20th Century Fox produziert.

## Handlung
In seiner „Four-to-a-Bar“ erinnert sich Lippy Brannigan an die alten Zeiten, als viele große Songschreiber das New Yorker Lokal besuchten. Während aus der Jukebox das neu aufgelegte Lied „Peg O‘ My Heart“ läuft, erzählt Lippy einem Reporter vom Komponisten des Lieds, Fred Fisher.
Anfang des 20. Jahrhunderts kommt ein junger Song-Promoter, Larry Kelly, in Lippys neu eröffnete Bar und bringt Werbematerial für eines der Lieder mit, das er propagiert: „Oh, You Beautiful Doll“, das derzeit von Marie Carle in einem örtlichen Varieté aufgeführt wird. Ein anderer Gast zettelt eine Schlägerei mit ihm an, aber Larry wirft ihn auf den Bürgersteig, wo er mit dem vorbeigehenden klassischen Musiker Alfred Breitenbach zusammenstößt. Alfred ist auf dem Weg zu einem Mittagessen für Gottfried Steiner, den Dirigenten des New York Symphony Orchestra, das gerade zu einer Europatournee aufbricht. Beim Mittagessen lädt Steiner Alfred ein, einige Stücke aus seiner neuen Oper zu spielen, doch er wird unterbrochen, als Zaltz, ein anderer Gast, der einen Ring vorführt, der einst Johann Strauss gehörte, plötzlich feststellt, dass dieser fehlt. Als jeder Gast aufgefordert wird, seine Taschen auszuräumen, steht Alfred vom Klavier auf und verlässt das Esszimmer. Er erklärt Steiner, dass er seine Taschen nicht ausräumen könne, da er so verarmt sei, dass er Teile vom Mittagessen darin habe. Steiner, dem Alfreds Vater einst geholfen hatte, verspricht, ihm zu helfen, wenn er von seiner Tournee zurückkommt.
Zu Hause erzählt Alfred seiner Frau Anna, die als Näherin arbeitet, um über die Runden zu kommen, dass die Vorstellung beim Mittagessen ein großer Erfolg war. Kurz darauf kommt Larry, um einen Brief zurückzugeben, den Alfred in dem Durcheinander vor der Kneipe verloren hat, und um einen Pfandschein zurückzuholen, den er ihm versehentlich gegeben hatte. Larry trifft Alfreds und Annas Tochter Doris, die später eine Vorstellung im Theater besucht, bei der „Oh, You Beautiful Doll“ beworben wird, und aus dem Publikum in den Gesang einsteigt. Larry lädt sie zum Essen ein. Er erfährt, dass sie klassische Geigerin und Pianistin ist, und schlägt vor, dass eine der klassischen Kompositionen ihres Vaters für den modernen Musikmarkt adaptierbar sein könnte. Doris interessiert sich sehr für Larry, entdeckt aber, dass er sehr gut mit Marie Carle befreundet ist. Nachdem Doris Larry einen Teil der Opernpartitur ihres Vaters auf einem Klavier vorgespielt hat, erzählt sie ihrem Vater, dass Larry Texte für seine Musik schreiben wird.
Doris und Larry spielen das erste Lied vor ihren Eltern in Volk’s Casino. Als der Musikverleger Ted Held Alfred und Larry mitteilt, dass das Lied ein großer Erfolg wird, möchte Alfred es nicht unter seinem richtigen Namen veröffentlichen und wählt sein Pseudonym Fred Fisher aus einem Brauereikalender. Larry und Alfred arbeiten weiterhin zusammen und die Einnahmen aus ihren Liedern ermöglichen den Breitenbachs den Umzug in ein größeres Haus. Bei einer kleinen Dinnerparty kommt Larry mit Marie, erklärt Doris jedoch später, dass er und Marie nur Geschäftspartner sind und dass er beabsichtigt, sie zu heiraten, wenn Doris etwas älter ist. Steiner kehrt aus Europa zurück und sagt Alfred, dass er sich darauf freut, seine Oper aufgeführt zu sehen. Verlegen erklärt Alfred seinen neuen Wohlstand damit, dass der Onkel seiner Frau ihnen etwas Geld hinterlassen hat.
Obwohl Larry mehrere weitere Songs auf Grundlage von Alfreds Opernpartitur geschrieben hat, weigert sich Alfred, weitere Songs für Popmusik zu schreiben. Später ruft Larry Al Jolson an, um sein neues Lied der Öffentlichkeit vorzustellen. Um Werbung für das Lied „There’s a Broken Heart for Every Light on Broadway“ zu machen, tritt Larry Straßenlaternen kaputt und wird verhaftet. Als Alfred Larry helfen will, landet auch er hinter Gittern und ein Foto von ihnen erscheint in einer Zeitung. Alfred verschwindet und hinterlässt Anna eine Nachricht, dass er seine Oper umschreiben und „Fred Fisher“ vergessen wird. Doris und Larry versuchen, ihn zu finden, aber er versteckt sich in einem Hotel in Hoboken. Verzweifelt sucht Doris Steiner auf, der anbietet, Alfreds Musik zu spielen, um ihn aus der Reserve zu locken. In der Zwischenzeit hat Alfred das Fenster eines Musikgeschäftes eingeschlagen, aus dessen Lautsprecher seine Lieder gespielt wurden. Zwischen den zerbrochenen Überresten sieht Alfred ein Plakat für Steiners Konzert in der Mayolian Hall mit seiner Musik. Lippy und Held patrouillieren vor dem Saal und sehen Alfred, der zu spät kommt. Obwohl Alfred sich nicht zu erkennen gibt, bekommt er einen besonderen Logenplatz. Steiner stellt Alfreds Musik vor, indem er dem Publikum sagt, dass sie den Namen Breitenbach vielleicht nicht kennen, dass er ihnen allen aber als einer der größten Melodienkomponisten Amerikas bekannt sei, Fred Fisher. Während das Orchester ein Potpourri seiner populären Musik spielt, gesellt sich Anna zu Alfred in die Loge, während Doris und Larry sich dem Orchester anschließen. Am Ende verbeugt sich Alfred.

## Hintergrund
Gedreht wurde der Film von Ende Dezember 1948 bis Anfang März 1949 in den Fox-Studios in Century City.
Fox kaufte im Juli 1948 von Albert und Arthur Lewis eine originale, unveröffentlichte, nicht urheberrechtlich geschützte Abhandlung mit dem Titel „Oh, You Beautiful Doll“. Die Lewises hatten zuvor von der Witwe Anna Fisher Berrens die Rechte an der Geschichte von Fred Fisher erworben. Das Studio zahlte den Lewises 50.000 Dollar (2024: ca. 651.000 Dollar) und Mrs. Fisher 65.000 Dollar (2024: ca. 847.000 Dollar).
Laut einer Pressemitteilung des Studios spielte June Haver zum ersten Mal auf der Leinwand Klavier. Als Kind gewann Haver drei aufeinanderfolgende Musikwettbewerbe in Cincinnati und hatte die Überraschungssinfonie von Joseph Haydn mit dem Cincinnati Symphony Orchestra gespielt.
Dies war das erste Musical des erfahrenen Regisseurs John M. Stahl und sein vorletzter produzierter Film.1 Laut Studio-Werbung arrangierte Produzent George Jessel, dass Al Jolson die Zeilen des Telefongesprächs im Film aufnahm.
Maurice Ransford und Lyle R. Wheeler oblag die künstlerische Leitung. Paul S. Fox und Thomas Little waren für das Szenenbild zuständig, René Hubert für die Kostüme. Fred Sersen schuf die visuellen Effekte. Seymour Felix arbeitete als Choreograf.
____________
1Der später produzierte Film Father Was a Fullback wurde vor Der Schlagerkönig veröffentlicht.

## Musik
Folgende Songs von Fred Fisher wurden im Film gespielt:
- Peg o’ My Heart, Come Josephine, in My Flying Machine und Who Paid the Rent for Mrs. Rip Van Winkle? – Texte: Alfred Bryan
- I Want You to Want Me – Text: Alfred Bryan und Bob Schafer
- Ireland Must Be Heaven for My Mother Came from There – Text: Joseph McCarthy und Howard Johnson
- When I Get You Alone Tonight – Text: Joseph McCarthy und Joe Goodwin
- There’s a Broken Heart for Every Light on Broadway – Text: Howard Johnson
- Dardanella – Text: Felix Bernard und Johnny S. Black
- Daddy, You’ve Been a Mother to Me – Text: Clara Bing und Ferdinand Kahn
- Chicago (That Toddling Town) – Text: Fred Fisher

Der Titelsong Oh, You Beautiful Doll stammte von Nat D. Ayer und A. Seymour Brown.

## Veröffentlichung
Die Premiere des Films fand am 11. November 1949 in New York statt. In Österreich kam er am 28. Juli 1950 in die Kinos.

## Kritiken
Thomas M. Pryor von der The New York Times befand, Produzent Jessel und Fox haben bewiesen, dass sie mit einem Dutzend geschmackvoller alter Lieder und Technicolor eine sanfte, nostalgische Stimmung erzeugen und damit eine sehr angenehme Unterhaltung bieten können. Das neue Musical sei vielleicht nicht das Beste, was je auf den Markt gekommen ist, aber es sei gut gespickt mit Lachern, dank der wunderbar verwirrten Aufgeregtheit von S. Z. Sakall.